# کیوگل
کیوگل (به انگلیسی: Kyogle) یک شهرک در استرالیا است که در Kyogle Council واقع شده‌است.